# Upplands runinskrifter 570
Upplands runinskrifter 570 är en vikingatida runsten av ljusröd granit i Hållsta, Lohärads socken och Norrtälje kommun. Runstenen är 1,16 meter hög och 0,7 meter bred. Stenen var försvunnen länge men återfanns inmurad i en spis 1936. När stugan där spisen fanns revs 1939 togs runstenen fram och den restes två år senare. Bredvid runstenen står runstensfragmentet U 571.

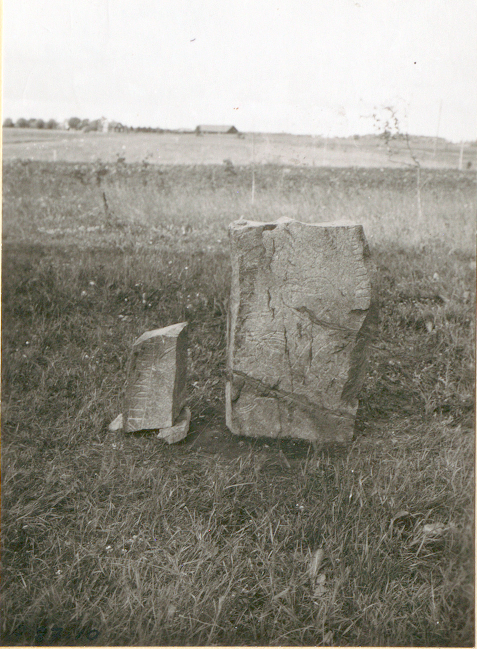
U 571 till vänster och U 570 till höger.

## Inskriften
Translitterering av runraden:
× aki × (a)uk × su[ai]n [× þiʀ × litu raisa × stain × if](t)(i)ʀ (u)(t)rik(a) × (f)[aþu](r) × sin ×
Normalisering till runsvenska:
Aki ok Svæinn þæiʀ letu ræisa stæin æftiʀ Otrygga, faður sinn.
Översättning till nusvenska:
Åke och Sven de läto resa stenen efter Otrygge, sin fader.